# إليانا أليكسو
إليانا أليكسو (ولدت في 13 يوليو 1954) هي لاعبة كرة طائرة برازيلية. شاركت في بطولة السيدات في الألعاب الأولمبية الصيفية لعام 1980 . 

## روابط خارجية
- إليانا أليكسو على موقع أوليمبيديا (الإنجليزية)